# 玛莎拉蒂Levante
玛莎拉蒂Levante（Maserati Levante）是玛莎拉蒂的一款中型豪华跨界SUV，其概念车“Maserati Kubang”在2011年法兰克福车展上面世，2016年开始生产，同年5月在欧洲开始销售。